# Synnøve Solbakken
För andra betydelser, se Synnøve Solbakken (olika betydelser).
Synnøve Solbakken är en kort roman från 1857, en "bondberättelse" av den norske författaren Bjørnstjerne Bjørnson, och räknas som hans debutroman. Romanen utkom först som följetong i den av Bjørnson redigerade veckotidningen Illustreret Folkeblad.

## Handling
Huvudpersonerna är Torbjørn Granliden och Synnøve Solbakken. Torbjørn bor på gården Granliden, som ligger i skuggan, och Synnøve på granngården Solbakken, där det alltid är sol. I släkten Granliden har den äldste sonen alltid omväxlande hetat Sæmund och Torbjørn; de som hetat Sæmund har alltid fått det bra i livet, medan det har gått sämre för de som hetat Torbjørn. Torbjørns far Sæmund uppfostrar honom därför strängt för att bryta denna förbannelse.
Torbjørn och Synnøve har ända sedan barndomen haft ett gott öga till varandra, men Synnøves föräldrar tycker inte att den vilda Torbjørn är god nog åt henne. Först när Torbjørn visar sin storsinthet genom att förlåta en man som så när knivskurit honom till döds vid ett slagsmål lyckas han vinna Synnøve. Boken slutar med att Torbjørn står på Solbakken och tittar bort på Granliden.

## Stil och tema

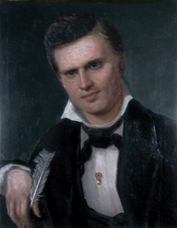
Bjørnson porträtterad av Christiane Schreiber 1857.

Berättelsen är fast och säkert komponerad, och bara de viktigaste personerna beskrivs ingående, medan bipersonerna hela tiden står i bakgrunden. Bjørnson skriver i ett brev till en vän att han inte förstår varför författare skriver så långt och omständligt: "Jag inbillar mig att nio tiondelar av våra romaner föll bort om man riktigt tecknade, och härmed menar jag: hade ett syfte, menade något med varje ord."
Bjørnson ville med romanen också göra "ett inlägg för bonden"; han menade att folkets liv byggde på dess historia, och att bönderna skulle vara grunden för den.

## Tillkomst
Bjørnson påbörjade romanen under 1857, då han bodde i Köpenhamn. Han var färdig med omkring halva romanen då han reste åter till Kristiania i juni, och började innan den var helt klar ge ut den som följetong i Illustreret Folkeblad til Belærelse og Underholdning, för vilken han själv var redaktör. I september samma år gavs berättelsen ut i bokform. Den blev en väldig framgång, och första upplagan var utsåld redan i november. Sedan dess har den kommit i otaliga nyupplagor.

## Filmatiseringar och adaptioner

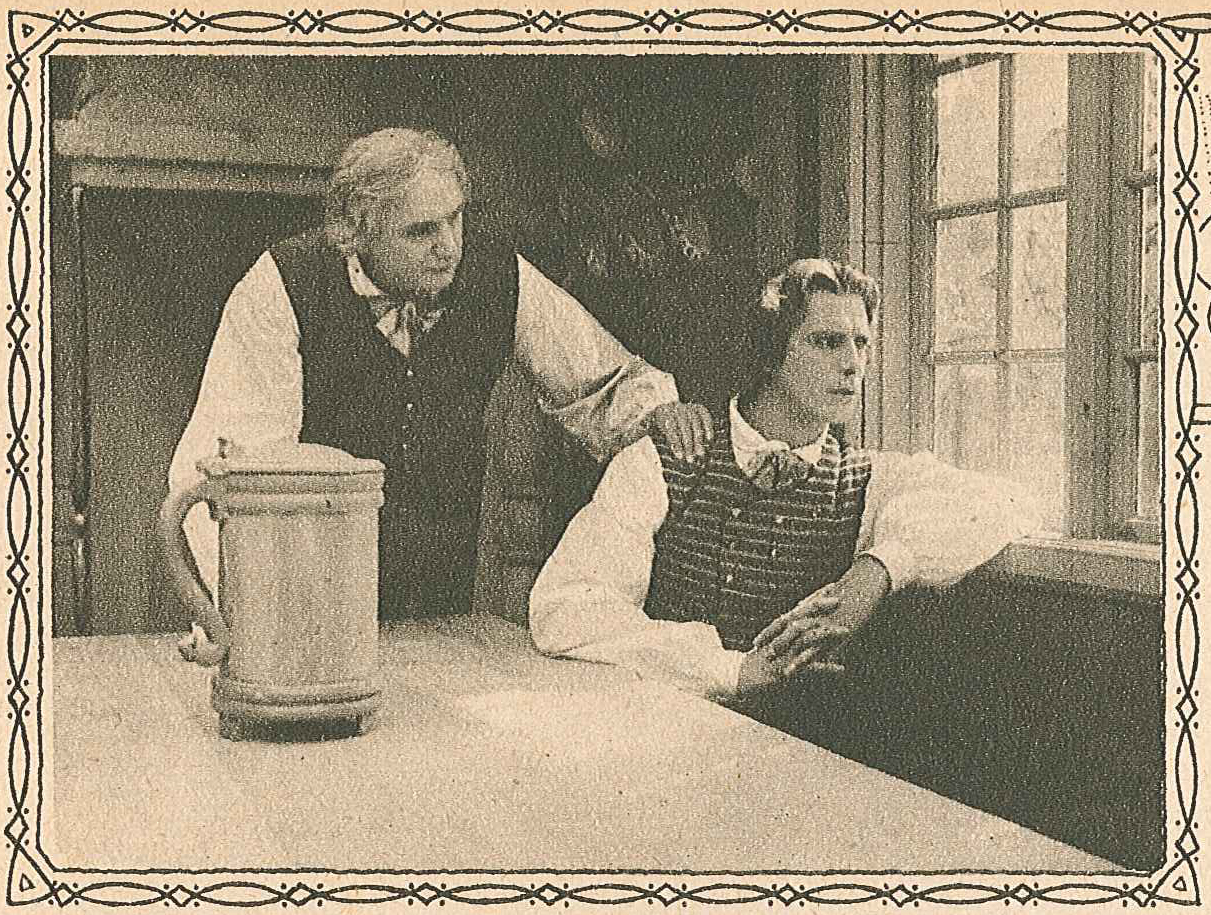
Egil Eide som Sæmund och Lars Hanson som Torbjørn i John W. Brunius stumma filmatisering från 1919.

Synnøve Solbakken har filmatiserats flera gånger.
- Synnöve Solbakken (1919, regi John W. Brunius)
- Synnöve Solbakken (1934, regi Tancred Ibsen)
- Synnöve Solbakken (1957, regi Gunnar Hellström)

Tonsättaren Hugo Alfvén gjorde 1934 en orkestersvit baserad på filmmusiken till filmen från samma år.

### Fotnoter
1. 1 2  ”Synnøve Solbakken”. Store norske leksikon. http://snl.no/Synn%C3%B8ve_Solbakken. Läst 25 april 2013.
2. ↑  Sverre Solums inledning till Synnøve Solbakken (1964). Citatet i original: "Jeg indbilder mig, at ni tiende Parter af vore Romaner faldt bort, hvis man riktig tegnede, og hermed mener jeg: havde Formaal, mente Noget med hvert Ord."
3. 1 2  Sverre Solums inledning till Synnøve Solbakken (1964).